# Mãe Catirina
Mãe Catirina é uma personagem central no enredo do Bumba Meu Boi, manifestação cultural de matriz popular presente em diversos estados brasileiros, especialmente no Maranhão. Frequentemente considerada o ponto de partida da narrativa dramática do auto, desempenha papel catalisador dos eventos que estruturam o ciclo do boi. Sua presença e ação são elementos estruturantes da brincadeira, contribuindo para sua função simbólica, social e performática no contexto da cultura popular brasileira.

## Origens
O Bumba Meu Boi é amplamente reconhecido como resultado da mistura de tradições indígenas, africanas e europeias. Sua narrativa central, que envolve personagens como o fazendeiro, Pai Francisco e Mãe Catirina, além de curandeiros ou pajés, reflete as estruturas sociais e econômicas do período colonial. Essa história espelha o cotidiano marcado pela monocultura, pela criação de gado e pela escravidão.
No Maranhão, a trajetória do Bumba Meu Boi acompanha as transformações sociais desde a colonização até o pós-abolição. Por muito tempo, essa manifestação cultural das camadas populares foi alvo de repressão e preconceito por parte das elites, antes de conquistar reconhecimento como parte essencial da identidade maranhense.   
A figura de Catirina, com seu desejo inegociável, pode ser lida como expressão das camadas subalternas, apontando para a busca por dignidade e por espaço em um sistema excludente. Com o tempo, à medida que o Bumba Meu Boi passou de prática marginalizada a símbolo cultural, a personagem também ganhou novos sentidos. De figura cômica e popular, tornou-se representação de resistência e afirmação da cultura do povo.

## Desenvolvimento do Personagem

### Na Tradição Oral
Mãe Catirina é apresentada como esposa de Pai Francisco, também chamado de Negro Chico, personagem que costuma representar um trabalhador ou escravizado da fazenda onde a história se desenrola. Juntos, formam um casal identificado como "a família", núcleo de personagens subalternos que, por meio de atitudes astutas e bem-humoradas, muitas vezes se contrapõem à figura do Amo, dono do boi e símbolo da autoridade na narrativa.
O enredo do Bumba Meu Boi gira em torno do desejo de Catirina, que surge com força durante a gravidez. Esse desejo costuma ser direcionado à língua do boi mais bonito ou mais querido pelo Amo, embora outras versões mencionem o fígado ou o filé. Esse impulso não é tratado como um capricho, mas como uma urgência intensa, associada a crenças populares segundo as quais a frustração de uma vontade materna pode comprometer o bem-estar do feto.
Essa necessidade impõe sobre Pai Francisco a responsabilidade de satisfazer o desejo de Catirina, o que o leva a cometer a transgressão de matar o boi do fazendeiro. Em algumas encenações, o casal aparece rondando o animal, planejando o momento certo para agir. O desejo de Catirina, portanto, se torna o ponto de virada da trama, sendo diretamente responsável pela morte do boi e, consequentemente, pela necessidade de sua ressurreição.
Embora Catirina não participe sempre do ritual de renascimento do animal, sua ação inicial torna esse momento indispensável para restaurar a ordem e garantir a continuidade da festa. Em algumas versões, ela assume papel mais ativo, seja por sua conexão com as forças da vida, seja por buscar a ajuda de pajés ou curandeiros. Nesse contexto, seu desejo ultrapassa o âmbito pessoal. Ele se transforma em gesto de agência, ainda que ambíguo, ao forçar um rompimento na estrutura de poder vigente, colocando a maternidade e a sobrevivência da própria linhagem acima da autoridade do Amo.

### Aparência e Indumentária
Mãe Catirina é geralmente representada como uma mulher negra jovem, associada à alegria e ao espírito festivo. Costuma ser descrita como “negra nova” ou “beba, pagodeira”, expressões que reforçam seu caráter vibrante. Um dos elementos mais marcantes de sua figura é a gravidez, sempre destacada por uma barriga saliente. Seu figurino tradicional inclui um vestido longo que acomoda a barriga postiça e, com frequência, uma bolsa de alça atravessada. Em algumas representações, suas roupas são chamativas e coloridas, o que acentua tanto o tom cômico quanto a energia da personagem.
Mãe Catirina também é considerada um exemplo de "ator mascarado". Quando utiliza máscara, esse elemento se torna essencial à sua construção cênica. Feita geralmente de tecido, a máscara cobre toda a cabeça do intérprete, com aberturas para olhos e boca, e pode incluir um nariz exagerado em formato de charuto, além de perucas feitas de fibras ou cabelo humano. Essa máscara, ao esconder o rosto do brincante, contribui para uma aparência mais caricata e ambígua. A voz usada sob a máscara é em falsete e, muitas vezes, difícil de entender, o que não compromete a performance, mas reforça o aspecto simbólico da personagem, especialmente quando seu desejo é retratado como algo quase sobrenatural.

### Simbolismo Cultural
Mãe Catirina é o coração pulsante da história. Grávida, seu desejo move a trama. Ela representa a fertilidade, a promessa de vida e o poder da maternidade. Está em um estado de passagem, entre o ser e o vir a ser, guiada pelo instinto de proteger o filho que ainda carrega. Em contextos de escassez, esse gesto ganha ainda mais força.
Ela é vista como uma figura inquieta, que rompe com as normas. Ao desejar a língua do boi e provocar sua morte, comete uma transgressão séria: desafia a autoridade do patrão. Mas esse ato, mais do que um crime, pode ser lido como um grito de urgência diante das necessidades de uma mulher pobre e grávida.
Junto a Pai Francisco, Catirina forma uma dupla marcada pela astúcia. Usam o riso e a esperteza para criticar a ordem social num país marcado por desigualdades históricas. Não à toa, ela foi escolhida como símbolo de resistência pela Sociedade Maranhense de Direitos Humanos, que vê nela a esperança que nasce da luta.
A morte do boi, causada por seu desejo, é peça-chave da história. É através desse sacrifício que o ciclo se completa: o boi morre, mas renasce, simbolizando a vida que insiste em continuar. A gravidez de Catirina e a ressurreição do boi se entrelaçam como faces de um mesmo mistério: a renovação.
O Bumba Meu Boi, enraizado nas festas populares e na fé católica, carrega em Catirina as crenças sobre a gravidez e seus cuidados. Em algumas versões, a cura do boi depende de rezadeiras ou pajés, reforçando essa conexão com o sagrado popular. Seu corpo exagerado, sua fala, sua presença, tudo nela provoca. O grotesco em Catirina não é apenas riso; é crítica, é força, é vida em excesso num mundo que tenta controlar os corpos e os desejos. Seu parto, após a volta do boi, é mais que nascimento: é esperança coletiva.

### Na Cultura Maranhense
A presença de Mãe Catirina vai muito além do Bumba Meu Boi. Ela ecoa em outras manifestações culturais do Maranhão, em projetos sociais e até na construção da identidade maranhense.
Um exemplo marcante é a peça O Desejo de Catirina: o auto do Bumba Meu Boi, criada em 1991 pela Companhia Circense de Teatro e Bonecos. A montagem adapta o enredo popular para o teatro de animação, misturando linguagens. A atriz e bonequeira Silvana Cartágenes deu vida à personagem em uma escolha que rompeu com a tradição masculina e trouxe uma visão política e afrodiaspórica. A peça valoriza o desejo de Catirina e cria uma cena de parto divertida e interativa, convidando o público a participar.
Na música popular, Catirina também é presença constante. A canção "Catirina", de Papete, e "Boi de Catirina", de Ronaldo Mota, são dois exemplos. A primeira traz a culpa de Pai Francisco pelo roubo, enquanto a segunda mistura baião com o ritmo do Bumba Boi da Ilha e mostra o dilema do personagem entre obedecer à esposa ou seguir as regras.
Sua imagem também aparece nas artes visuais e no artesanato. O Museu Casa de Nhozinho, em São Luís, guarda obras de Nhozinho que retratam figuras do Bumba Meu Boi, incluindo Catirina. Mesmo sem peças dedicadas exclusivamente a ela, sua figura, geralmente encenada por homens, está presente nas rodas e nos personagens que compõem a festa. A coleção do artista Beto Bittencourt, que participou da montagem teatral, também faz parte do acervo.
Nas décadas de 1940 a 1960, figuras como Catirina e Pai Francisco passaram a ser exaltadas como símbolos da "maranhensidade", dentro de um movimento de valorização das raízes culturais do estado. O Bumba Meu Boi, antes visto com preconceito, passou a ser celebrado como expressão autêntica da mistura das raças formadoras do Brasil.
Hoje, Catirina é também um ícone político. A Sociedade Maranhense de Direitos Humanos publica um informativo com seu nome, associando-a à luta por justiça, à esperança e à força das mulheres negras. Sua trajetória mostra como uma personagem de festa popular pode se transformar em símbolo potente de resistência e identidade.

## Legado e Impacto Cultural
O legado de Mãe Catirina e seu impacto cultural no Maranhão são profundos e multifacetados, estendendo-se para além das encenações do Bumba Meu Boi e permeando diversas esferas da vida social, artística e identitária do estado. Sua figura transcendeu o papel de simples personagem folclórica para se tornar um símbolo potente e um ponto de contínua reinterpretação.
impacto mais imediato de Mãe Catirina reside em sua função como catalisadora da narrativa central do Bumba Meu Boi, uma manifestação que, por si só, possui um legado imenso, sendo reconhecida como Patrimônio Cultural Brasileiro e Patrimônio Cultural Imaterial da Humanidade. A história desencadeada por seu desejo é fundamental para a continuidade desta tradição secular, influenciando gerações de brincantes, artistas e espectadores. A evolução da recepção do Bumba Meu Boi, de prática reprimida a expressão máxima da cultura maranhense, também reflete uma mudança na percepção de seus personagens centrais, incluindo Catirina. Inicialmente vista talvez predominantemente por seu aspecto cômico e transgressor dentro de um contexto de relações sociais desiguais , sua figura foi progressivamente imbuída de significados mais complexos.